# Jibou
Jibou (in ungherese Zsibó, in tedesco Siben) è una città della Romania di 11 374 abitanti, ubicata nel distretto di Sălaj, nella regione storica della Transilvania. 
Fanno parte dell'area amministrativa anche le località di Cuceu, Husia, Rona e Var.

## Società

### Evoluzione demografica
La popolazione è costituita per circa l'80% da romeni, con significative minoranze ungherese (circa 15%) e Rom (circa 4%).

## Storia
Jibou ha origini assai antiche, ed il primo documento che la cita, con il nome di Chybur, risale al 1205. Altri due documenti successivi citano la città con appellativi latini come Villa (1219) e Oppidum (1564).
Nella città rimangono comunque resti di epoca romana, come le tracce della strada che univa i castrum di Tihau e di Porolissum.
Lo sviluppo di Jibou in epoca medievale fu lento ma soltanto momentaneamente dalle invasioni turche del 1610 e del 1665.
Un ruolo importante nella storia della città venne giocato dalla famiglia Wesselényi, che vi costruì un castello nel 1584, del quale oggi rimangono soltanto i resti delle fondazioni.
Dopo la Seconda guerra mondiale, tra il 1950 ed il 1960 Jibou fu capoluogo del distretto, ruolo passato poi a Zalău; con la riorganizzazione amministrativa del 1968, Jibou ottenne lo status di città.

## Luoghi d'interesse
- Il giardino botanico, voluto dal professor Vasile Fati e aperto nel 1968, è uno dei più noti e importanti della Romania. Esteso su un'area di circa 25 ettari, ospita esemplari di oltre 5 000 specie diverse.
- Il Castello Wesselényi, costruito alla fine del XVIII secolo per sostituire quello del XVI secolo andato distrutto e del quale rimangono solo i resti delle fondazioni.